# 朔平門

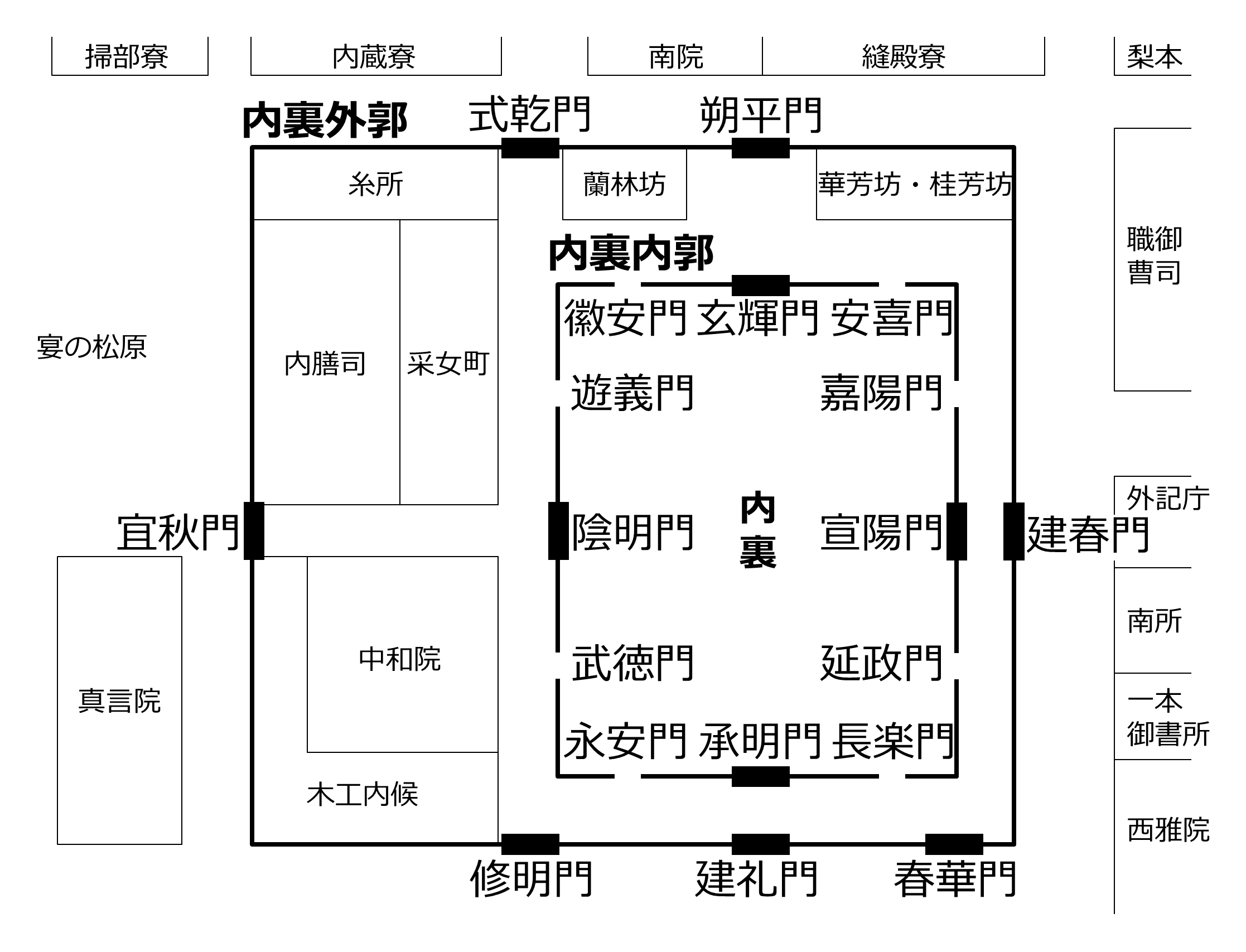
平安京内裏諸門図

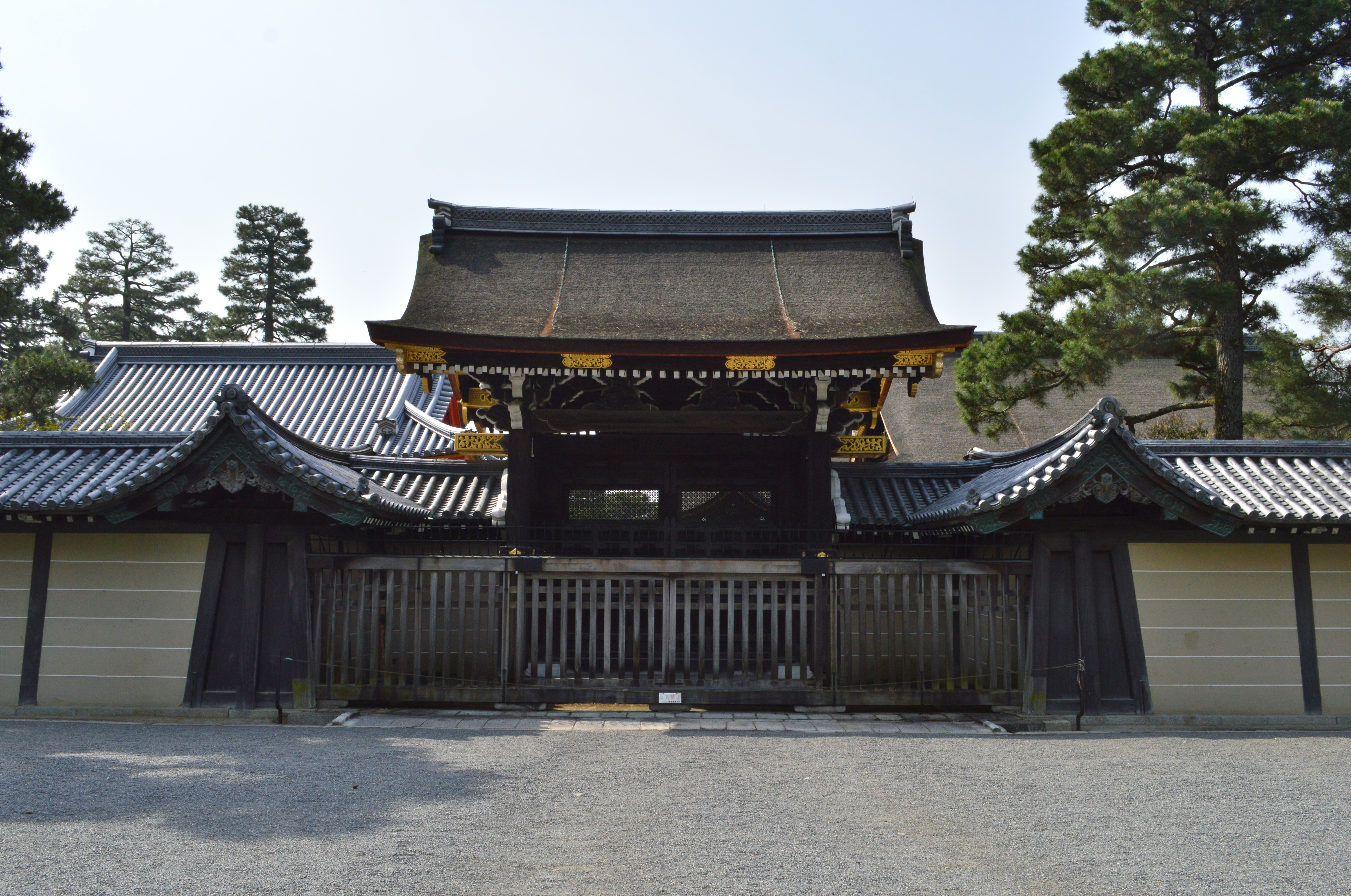
京都御所の朔平門

朔平門（さくへいもん）は、平安京内裏の外郭門の1つ、または京都御所の門の1つ。「朔」は北の意。

## 概要
平安宮内裏外郭の北正面にあり、内郭の玄輝門と相対する。その西に式乾門があり、門外の東西に仗舎を設けてある。この門のすぐ北に縫殿寮の建物があるため「縫殿陣」ともいい、「北面僻仗中門」ともいった。
南面との構造を比較して、この門の東に門が存在しないことが疑問視されており、裏松光世は『大内裏図考証』で「華芳房を設置する際に門が廃されたのではないか」と述べている。